# Комптон (Калифорнија)
Комптон (енгл. Compton) град је у америчкој савезној држави Калифорнија. По попису становништва из 2020. у њему је живело 95.740 становника.

## Географија
Комптон се налази на надморској висини од 69 ft (21 m).

## Демографија
Према попису становништва из 2010. у граду је живело 96.455 становника, што је 2.962 (3,2%) становника више него 2000. године.
|                   | 2010.           | 2000.           |
| Укупно            | 96 455 (100,0%) | 93 493 (100,0%) |
| Хиспаноамериканци | 62 669 (64,97%) | 53 143 (56,84%) |
| Афроамериканци    | 31 688 (32,85%) | 37 690 (40,31%) |
| Остали            | 1 024 (1,062%)  | 1 469 (1,571%)  |
| Белци             | 782 (0,811%)    | 954 (1,020%)    |
| Азијати           | 292 (0,303%)    | 237 (0,253%)    |

## Партнерски градови
- Канкун
- Онича
- Апија
- Трговиште
- Општина Бенито Хуарез

## Познате особе
- Кулио, репер
- , репер, у реп саставу
- , репер и хип-хоп продуцент састава
- Крист Новоселић, басиста у саставу Нирвана
- Тејшон Принс, кошаркаш Детроит Пистонса
- Џејмс Коберн, амерички глумац
- Демар Дерозан, кошаркаш Чикаго Булса
- Кендрик Ламар, репер